# Avully
Avully település Svájcban, Genf kantonban. Lakosainak száma 1756 fő (2018. december 31.). Genf városának agglomerációjába sorolható.

## Népesség
A település népességének változása az elmúlt években:

| 2017 | 1 763 |
| 2018 | 1 756 |

Történelmi viszonylatban: